# Stora Mörttjärnen (Järna socken, Dalarna, norr om Marsjön)
Stora Mörttjärnen är en sjö i Vansbro kommun i Dalarna och ingår i Dalälvens huvudavrinningsområde.